# Takashi Watanabe

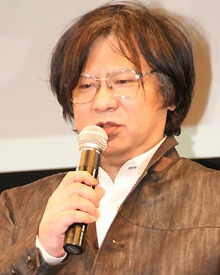
Takashi Watanabe, 2014

Takashi Watanabe (jap. 渡部 高志, Watanabe Takashi; * 22. Juli 1957 in Sapporo, Hokkaidō, Japan) ist ein japanischer Anime-Regisseur. Bekannt geworden ist Watanabe vor allem durch die Animeserien Slayers und später Shakugan no Shana.

## Regie
- Fernsehserien:
  - Boogiepop Phantom (2000)
  - Fortune Quest L (1997)
  - Freezing, Freezing Vibration (2011, 2013)
  - Fūun Ishin Dai Shōgun (2014)
  - Heavy Object (2015)
  - Hidan no Aria (2011)
  - How a Realist Hero Rebuilt the Kingdom (2021)
  - Ichiban Ushiro no Daimaō (2010)
  - Ikki Tousen (2003)
  - Karasu Tengu Kabuto (1990–1991)
  - Lost Universe (1998)
  - Miracle Giants Dome-kun (1989–1990)
  - Muteki-Ō Tri-Zenon (2000–2001)
  - RAVE (2001–2002)
  - Senran Kagura (2013)
  - Shakugan no Shana, Shakugan no Shana Second, Shakugan no Shana Final (2005, 2006, 2011)
  - Slayers, Slayers Next, Slayers Try, Slayers Revolution, Slayers Evolution-R (1995–1997, 2008–2009)
  - Starship Operators (2005)
  - Taboo Tattoo (2016)
  - Uchū Kaizoku Mito no Daibōken (Teil 1 und 2) (1999)

- OVAs:
  - Abashiri Ikka (1992)
  - Bishōjo Yūgekitai Battle Skipper (1995)
  - Denjarasu Jii-san: Ja (2012)
  - Jigen Sengokushi: Kuro no Shishi: Jinnai-hen (1992)
  - Ogenki Clinic (1992)
  - Otenki Oneesan (1995)
  - Sanctuary (1996)
  - Shakugan no Shana SP, Shakugan no Shana S (2006, 2009)
  - Shin Hokuto no Ken (2003–2004)
  - Ys (Teil 5–7), Ys: Tenkū no Shinden (1989–1993)

- Kinofilme:
  - Kino no Tabi: Nani ka o suru tame ni -life goes on.- (2005)
  - Shakugan no Shana (2007)